# كارلا رست
كارلا رست (بالألمانية: Carla Rust)‏ هي ممثلة ألمانية، ولدت في 15 سبتمبر 1908 في مدينة بريمن في ألمانيا، وتوفيت في 27 ديسمبر 1977 في Bad Hindelang ‏ في ألمانيا.

## وصلات خارجية
- كارلا رست على موقع IMDb (الإنجليزية)
- كارلا رست على موقع ألو سيني (الفرنسية)
- كارلا رست على موقع أول موفي (الإنجليزية)
- كارلا رست على موقع قاعدة بيانات الفيلم (الإنجليزية)
- كارلا رست على موقع كينوبويسك (الروسية)